# C. Tangana
Antón Álvarez Alfaro (Madrid, 16 de juliol de 1990), més conegut com a C. Tangana, és un raper espanyol. Començà la seva carrera musical el 2006 sota el pseudònim de Crema, sent integrant del grup Agorazein juntament amb Algeron Díaz, Sticky M. A. (abans conegut com a Manto), Jerv. Agz, Fabianni i I-Ace. El madrileny es va coronar el 2017 dins el panorama mundial amb el seu hit «Mala mujer», tema produït per Alizzz i Algeron Díaz (doble Disc de Platí), al que li seguiran èxits com «Llorando en la limo» (Disc de Platí) i «Bien Duro» (Disc d'Or). És coautor de la cançó «Malamente» interpretada per la seva exparella Rosalía, treball que va rebre l'any 2018 dos premis Grammy Llatins.

## Biografia
Antón Álvarez, de família madrilenya i de Vigo, neix a Madrid l'any 1990. Des de petit estudia a l'històric col·legi San Viator de Madrid (el qual anomena en alguna de les seves cançons i del qual han sortit nombroses personalitats cèlebres) fins a acabar batxillerat, i posteriorment estudia la carrera de Filosofia a la Universidad Complutense de Madrid. A secundària, quan encara estudia al col·legi San Viator de Madrid, comença a endinsar-se al món del freestyle, donant-se a conèixer sota el pseudònim Crema i començant a circular les seves maquetes entre els joves atrets pel rap urbà underground. Al maig de 2008 presenta la seva maqueta Agorazein, quan destacaven en la música rap els artistes Nach, Mala Rodríguez, Violadores del Verso, El Chojin o SFDK.
L'artista madrileny reapareixeria l'any 2011 sota el seu nou nom C. Tangana. Prèviament ja havia col·laborat amb altres músics i cantants del moviment independent, però aquesta nova aventura musical de la mà de la seva banda Agorazein li valdrien tant males crítiques com elogis i nous adeptes interessats en els nous sons i projectes del raper, que es guanyava la vida treballant en un Pans & Company i en un centre d'atenció telefònica de Vodafone mentre componia nous temes.
El desembre de 2012 estrenaria el seu nou treball LO▼E’S. A partir d'aquesta publicació, i després d'uns mesos actuant en sales amb el seu grup i donant entrevistes a petits mitjans, decidí aïllar-se per complet a casa seva del barri de Pueblo Nuevo sense Internet ni televisió. Va treballar per una editorial literària, dedicava bona part del seu temps lliure a anar al gimnàs, i va passar més d'un any desmotivat, pensant que la música mai més seria un objectiu. El tema «Alligators» seria fruit de tots aquests mesos de reclusió, publicat la primavera de 2014.
En l'àmbit mediàtic, reapareixeria l'abril de 2015 en adonar-se que hi havia un buit per a ell en la indústria musical espanyola, fent un gir de 180 graus respecte a la seva forma de comunicar-se a través dels mitjans. Comprenent que un artista s'està interpretant a si mateix contínuament, va apostar fortament per iniciar una performance separant la seva vida personal del personatge de C. Tangana, suposant l'inici d'una forta activitat en xarxes socials en tot el relatiu al màrqueting, la comunicació i l'exposició de l'artista, amb cadascun dels seus moviments aparentment calculats amb antelació, i donant finalment llum l'octubre de 2015 al seu treball 10/15, en el que va emprar instrumentals de l'artista canadenc Drake.
L'any següent, donaria els seus primers concerts a Amèrica Llatina sota el seu nou alter ego, continent on ja s'havia llaurat cert reconeixement durant la seva etapa amb Agorazein. L'estiu de 2016 arribà el seu major èxit comercial fins al moment posicionant-se com n. 1 en Spotify España amb la cançó «Antes de morirme» en què col·labora amb l'artista Rosalía i el productor Alizzz, qui serà el seu millor soci musical pels anys venidors.
Després de l'èxit recollit en la C. Tangana Latino Tour esdevinguda el 2017, s'anuncià oficialment la firma amb el segell discogràfic Sony Music. Juntament amb aquesta discogràfica estrenaria el seu hit mundial «Mala Mujer», número u en Espanya i ocupant les primeres posicions en les llistes virals de Spotify de diferents països d'Europa i d'Amèrica Llatina. La cançó fou nomenada cançó de l'estiu de 2017 i va obtenir el doble Disc de Platí, primera certificació de la carrera de C. Tangana. L'èxit del seu àlbum Ídolo amb cançons com “De Pie” o “No te pegas” el col·locaren com un dels majors exponents de la música urbana a Espanya, publicant a l'any següent la seva mixape Avida Dollars, igualment alabada per la crítica. El 21 de juny de 2018 tragué a la llum el hit “Bien Duro”, aspirant a ocupar les mateixes posicions al capdamunt de les llistes musicals del país. El senzill és tot un èxit, coronant-se novament com una de les cançons de l'estiu i sent certificat disc d'or a Espanya. El 22 d'agost de 2018 actuà al Starlite Festival penjant el primer sold out de tants fins al moment. El reconeixement adquirit per l'estrella madrilenya el porta a col·laborar amb multitud d'artistes estrangers, com la cantant estatunidenca Becky G amb el llançament del tema “Booty” el 24 d'octubre del mateix any (certificat disc de platí en la Billboard Llatina dels Estats Units), o el raper brasiler MC Bin Laden amb el senzill “Pa’ Llamar Tu Atención”.

## Estil musical i influències
El seu primer contacte amb el rap va ser a través del disc III Communication de Beastie Boys i la pel·lícula Fear of a Black Hat, tal com menciona en el seu tema “Diez años”. En aquesta cançó afirma igualment que el seu interès pel món de la música va tenir lloc als vuit anys, a través del casset de Michael Jackson “They Don't Care About Us”. Entre les seves influències ha mencionat el If You’re Reading This It’s Too Late de Drake i a artistes com Pharrell Wiliams o Kanye West, destacant d'aquests la seva capacitat i tendència per innovar i captar l'atenció del públic. No obstant, en diverses ocasions ha manifestat que escolta música de tots els estils i que de tot aconsegueix obtenir alguna cosa interessant. La seva influència no procedeix de músics concrets, sinó de moviments musicals que acull en els seus treballs, afirmant que la seva música va canviant a raó de les noves tendències musicals que li susciten major interès.
Durant la seva etapa amb Agorazein es caracteritzà per emprar ritmes i melodies que desprenien tristesa i rebel·lia pròpies de l'adolescència. Els sons suaus de C. Tangana passaren a ser tan importants com la veu, atorgant-li un tractament sonor que ha assolit mantenir a mesura que defensa la part més creativa de la seva música. Visualment també trencà els esquemes tradicionals del hip-hop d'Espanya a l'allunyar-se de l'estètica regnant a la majoria del món del rap, on encara presentaven l'orgull de la classe obrera pròpia dels suburbis davant les multinacionals, la roba de marca i l'èxit i els diners que envolten a la classe mitjana-alta on es va criar i va créixer C. Tangana.

## Crítica
La sobtada irrupció de C. Tangana dins del panorama musical espanyol amb el seu aclamat senzill “Mala Mujer” va provocar una llau de crítiques per part de diversos membres del gremi, acusant-lo de venut. A més, en les seves cançons opta per transmetre ideals individualistes, i a vegades certs mitjans de comunicació han interpretat frases masclistes. Respecte a les seves opinions polítiques, explicà que «no crec en la democràcia representativa» i s'ha pronunciat en contra de la monarquia i a favor de l'alliberació del raper Valtònyc.

### Polèmiques
La inclusió de C. Tangana dins de l'escena mainstream espanyola ha generat una sèrie de controversies amb diversos artistes del mateix món, com el mantingut amb Kaydy Cain i el més conegut, amb la banda valenciana Los Chikos del Maíz. Després de l'estrena del videoclip “Alligators” el març de 2014, on C. Tangana feia publicitat de la marca Lacoste, el grup de rap llençaria el setembre la seva cançó “Tú al gulag y yo a California”, on es burlaven de l'artista madrileny pel patrocini de la marca anteriorment mencionada. El 17 de març de 2015, C. Tangana agredí a Nega, un dels integrants del grup, durant un concert a Madrid. Mesos més tard, el madrileny confirmava al seu tema “Nada” com es desenvolupà la baralla, i confessaria a una entrevista pel programa Vodafone yu que es penedia del cop de puny. Dins del conflicte també es va veure involucrat el polític Pablo Iglesias, qui donà suport a Nega.
El maig de 2016, Los Chikos del Maíz estrenarien “Los pollos hermanos”, una nova cançó on atacarien a l'artista madrileny. Al cap de quatre hores es publicà el tema de C. Tangana “Los chicos de Madriz”. Una vegada passada tota la polèmica, C. Tangana declararia a Seven Star Radio que Los Chikos del Maiz fan negoci de la imatge revolucionaria d'esquerres, alegant que és un grup que es recrea en idees que no aporten res nou i la seva música és publicitat d'un sector reduït de la població.
La confrontació més recent que ha protagonitzat C. Tangana va esdevenir l'estiu de 2018, enfrontant-se al raper granadí Yung Beef, membre de Los Santos. Durant la seva participació al Primavera Sound de Barcelona se celebrà una roda de premsa on participaren diferents artistes que encapçalaven la cartellera del festival, incloent-hi a ambdós cantants. En una de les preguntes, els dos músics opinaren i exposaren les seves divergencies respecte a les formes d'entendre la indústria musical actual. Les nombroses declaracions abocades per Antón durant el debat l'empeitaven a treure un tema titulat “El Rey Soy Yo/I Feel Like Kanye”, on arremet en una línia contra Yung Beef, afirmant que: “Si jo parlo, Sony fitxa a Fernandito”. Fernando Gálvez, nom real de Yung Beef, li dedicaria poc temps després “Yes indeed/I feel like Kim K-RIP Pucho”, tema al que C. Tangana respondria una mica més tard amb la seva cançó “Forfri”, que curiosament publicà sota el seu antic pseudònim “Crema”. Aquest últim any ha actuat juntament amb altres grans artistes com Bad Gyal al Riverland Festival.
El 2018, a la gala 9 del programa “Operación triunfo” presentà el seu single “Un veneno” i, en acabar l'actuació, decidí marxar sense acomiadar-se del públic, acte que causà gran controvèrsia en la direcció del programa i als espectadors.

## Treballs més destacats
Són tres els treballs que han tingut una major rellevància en la carrera d'Antón, pel que fa a la seva crescuda mediàtica.

### 10/15
L'octubre de 2015 (data que li dona títol) estrenaria la mixtape 10/15. Aquesta impulsà la trajectòria del madrileny. Sempre havia sentit que ell havia nascut per ser artista i que en algun moment viuria de la seva música. Aquest treball va ser el detonant que va fer que deixés de treballar per a altres per treballar per a ell. Després de mesos allunyat de l'esfera pública i les xarxes socials va aprendre que, malgrat que no li agradés ser el centre d'atenció i ser observat, per mantenir-se viu com a artista havia d'aprendre a conviure amb la fama. El procés de creació va durar un mes i va donar com a resultat cinc cançons. Totes elles estan construïdes sobre ritmes refets i versionats de Drake amb la col·laboració en la producció musical de Banana Bahia Music. Brilla la versatilitat de la mixtape: temes com «Bolsas» o «Drama» destaquen per la musicalitat i la seva fórmula pop mentre que «C. H. I. T. O.» o «Back to Bars» s'allunyen d'aquesta formula. És un treball deslligat de tòpics i passos a seguir, personal i que millora com pot i sap tota influencia per tal de confeccionar una peça nova i totalment seva. Amb aquest recull de cançons va ampliar molt el seu públic, mai havia gestionat números tan grans com els aconseguits amb 10/15.

### Ídolo
L'octubre de 2017, C. Tangana estrenà Ídolo, el seu àlbum debut amb la discogràfica Sony Music. Aquesta estrena l'acompanyà una multitudinària campanya publicitària de la mà de Loewe que, entre altres coses, col·locà un cartell gegant amb la presència d'Antón a la Gran Via de Madrid. L'àlbum es construeix sobre la idea que, en les pròpies paraules d'Antón, “Tot el que vaig predir s'ha fet realitat”. Tracta sobre la cara oculta de l'èxit i del fet de convertir-se en un ídol. Té un to ombrívol, quasi melancòlic, que s'imposa segons avança el minutatge. Parla d'ell mateix com a personatge artístic, que és una interpretació d'ell i, sobre la base d'aquesta interpretació, es construeix un ídol. Ell no és l'ídol, sinó el personatge que projecta i que comporta una forma falsa d'adoració i d'espectacle. La falta, en general, de la formula “hit” fa que es parli d'un treball de rap contemporani. La producció musical, a càrrec de múltiples productors (Alizzz, Livinglargeinvenus, Horror Vacui, Danni Ble, El Guincho), manté una consistència i uniformitat tècnica.

### Avida Dollars
L'abril de 2018, veuria la llum Avida Dollars una nova mixtape configurada per deu cançons. El llançament també va anar acompanyat d'una multitudinària campanya de màrqueting en la que es van empaperar els carrers de Madrid i Barcelona amb cartells amb la cara d'Antón. El títol s'origina en un insult que l'antiga guarda del surrealisme europeu va encunyar per criticar l'èxit de Salvador Dalí. El pintor català no va dubtar en apropiar-se d'aquest pseudònim per riure’s amb orgull de la seva dedicació a l'art i els negocis alhora. C. Tangana parla del seu cas partint d'aquesta referència. Avida Dollars és la ressaca després d'Ídolo. Parla de l'arribada del luxe i dels diners però de tot el que amaga la fama, també d'amor, del neguit que se sent en ser famós, l'ostentació i l'avarícia. El discurs deixa clar que els diners no tenen res de dolent i que no l'han canviat. És un treball pensat per escoltar-se d'una sola vegada. Melòdicament es treballen tant bases dures i agressives del rap com ritmes suaus, però tots ells flueixen i encaixen de manera natural. En «Llorando en la Limo» C. Tangana parla de tu a tu a l'oient, abandonant la seva condició d'ídol i explicant que tot el que envolta el seu personatge és una ficció, que l'èxit pesa i que els diners, ens agradi o no, són l'instrument que mou la nostra societat. La producció musical d'aquesta mixtape està composta per una desena de productors: Steve Lean, Lost Twin, Alizzz, Take A Daytrip, Enry K, The Rudeboyz, Royce Rolo, Danni Ble, Sky Rompiendo i Saox.

## Discografia

### Com a Crema

#### Maquetes
- ElesCrema (2005), independent
- Madrid files (2006), independent[67]
- Septiembre (2006), independent
- Desde la octava ventana del bloque (2007), independent
- EGO (2007), independent
- Agorazein LP (2008), Es Tao Chungo Records

#### Col·laboracions
- «Después de», Mike (amb Crema)
- «Lluvia», Adriano Danzziani (amb Crema)
- «Cara B», Nachorte (amb Crema)
- «Lógica», Chamán (amb Crema)
- «Mierda», amb Crema, Métal, Kefler, Sélok i Mack de Rojas
- «Volver a casa», Mack de Rojas (amb Crema)
- «Hacer historia», Charlie (amb Crema)
- «Puedo ver las luces», Hombres de negro (amb Crema)
- «Aquellos días», Javo (amb Crema)

### Com a C. Tangana

#### Àlbums
- Agorazein presenta... C. Tangana (2011, LP), autoeditat
- LOVE’S (2012, LP), autoeditat
- Trouoble + Presidente (2014, EP), independent[68]
- 10/15 (2015, Mixtape), independent[69]
- Ídolo (2017, LP), Sony Music
- Avida Dollars (2018, Mixtape), Sony Music

#### Col·laboracions
- «Retorno», Tapadera Producciones (amb C. Tangana y Dejota) 2011
- «Bounce to it», Baboon Estudios (amb C. Tangana y Razz), 2012
- «Weed got it», Adriano Danzziani (amb C. Tangana), 2012
- «Space Line», Kaixo (amb C. Tangana y Javier Marcos), 2013
- «Dealing my pain», Baboon Estudios (amb C. Tangana y Carlos Alberich), 2013
- «Protocolo», Drisket (amb C. Tangana), 2013
- «Némesis», Duddi Wallace (amb C. Tangana), 2015
- «Antes de morirme», C. Tangana i Rosalía, 2016
- «Morir para vivir», Elio Toffana (amb C. Tangana), 2017
- «Pedro LaDroga's Ke kiere ase (RMX)», Pedro LaDroga (amb C. Tangana), 2016
- «Echad tierra en mi cuna», Toscano (amb C. Tangana), 2016
- «Ondas», Danni Ble (amb C. Tangana), 2017
- «Mala mujer Remix», Farruko, French Montana (amb C. Tangana), 2017
- «Guerrera», Dellafuente amb C. Tangana, 2017
- «No eres tú», Jesse Baez (amb C. Tangana), 2018
- «Slim Thugs», Aleman (amb C. Tangana), 2018
- «Fácil», Jesse Baez (amb C. Tangana), 2018
- «Good Vibes», Fuego (amb Nicky Jam, De La Ghetto, Amenazzy i C.Tangana), 2019
- «Go Time», iLL BLU (amb Ay Em, Geko, ZieZie & C. Tangana), 2019
- «Slim Thungs», Alemán (amb C. Tangana & Fntxy), 2019
- «La Última Generación», Antifan (amb C. Tangana), 2019
- «5 Stars », C. Tangana, Duki, Neo Pistea, Polima Westcoast 2019
- < Pronto Llegará > C. Tangana & Darell (2019)
- < Pronto Llegará > C. Tangana || BZRP Music Sessions #? 2020

#### Senzills
| Títol                                       | Any  | Posicions | Certificacions            | Àlbum         |
| Títol                                       | Any  | ESP       | Certificacions            | Àlbum         |
| ------------------------------------------- | ---- | --------- | ------------------------- | ------------- |
| «Alligators»                                | 2014 | —         |                           | Sense àlbum   |
| «Lo hace conmigo»                           | 2016 | —         |                           | Sense àlbum   |
| «Los Chikos de Madriz»                      | 2016 | —         |                           | Sense àlbum   |
| «Antes de morirme» (amb Rosalía)            | 2016 | 26        | - 2× Platí                | Sense àlbum   |
| «Persiguiéndonos»                           | 2016 | —         |                           | Sense àlbum   |
| «Espabilao»                                 | 2017 | —         |                           | Ídolo         |
| «Mala mujer»                                | 2017 | 5         | - 3× Platí - Or (Latin)   | Ídolo         |
| «Pop Ur Pussy»                              | 2017 | —         |                           | Ídolo         |
| «De Pie»                                    | 2017 | 33        |                           | Ídolo         |
| «Tiempo»                                    | 2017 | —         |                           | Ídolo         |
| «No te pegas»                               | 2017 | —         |                           | Ídolo         |
| «Demasiao tarde»                            | 2017 | —         |                           | Ídolo         |
| «Guerrera» (amb Dellafuente)                | 2017 | 17        |                           | Sense àlbum   |
| «No te pegas» (amb A.CHAL)                  | 2018 | —         |                           | Sense àlbum   |
| «Still Rapping» (amb Steve Lean)            | 2018 | 86        |                           | Avida Dollars |
| «Llorando en la Limo» (amb Alizzz)          | 2018 | 12        | - Platí                   | Avida Dollars |
| «Cuando me miras»                           | 2018 | 99        |                           | Avida Dollars |
| «Traicionero» (amb Cromo X)                 | 2018 | 61        |                           | Sense àlbum   |
| «Bien duro»                                 | 2018 | 6         | - 2× Platí                | Sense àlbum   |
| «Booty» (amb Becky G)                       | 2018 | 3         | - Platí - Platí (Latin)   | Sense àlbum   |
| «Un veneno» (amb El Niño de Elche)          | 2018 | 2         | - Or                      | Sense àlbum   |
| «Pa' llamar tu atención» (amb MC Bin Laden) | 2019 | 6         | - Platí                   | Sense àlbum   |
| «París» (amb Dellafuente)                   | 2019 | 10        | - Or                      | Sense àlbum   |
| «Ontas?»                                    | 2019 | 69        |                           | Sense àlbum   |
| «Para repartir»                             | 2019 | 57        |                           | Sense àlbum   |
| «No te debí besar» (amb Paloma Mami)        | 2019 | 3         | - Platí - Or (Latin) - Or | Sense àlbum   |
| «Pronto llegará» (amb Darell)               | 2019 | 41        |                           | Sense àlbum   |

### Amb Agorazein
- Agorazein promo (2008)
- Kind of red (LP, 2011)[83]
- Alternate takes #1 (2012)
- Alternate takes #2 (2012)
- Alternate takes #3 (2012)
- Alternate takes #4 (2012)
- Siempre (LP, 2016)

### Amb Red Bull artist encounters
- AGZ0EUZ10LT (EP, 2013)